# إيرين نوردلي
إيرين نوردلي (بالنرويجية البوكمول: Irene Nordli)‏ هي فنانة نرويجية، ولدت في 23 ديسمبر 1967.

## وصلات خارجية
- الموقع الرسمي